# Expedição 31
Expedição 31 foi a 31ª missão de longa duração na Estação Espacial Internacional, realizada entre 27 de abril e 1 de julho de 2012 A expedição foi formada por seis astronautas e cosmonautas, três russos, dois norte-americanos e um holandês.
A marca histórica da missão foi a acoplagem na ISS da espaçonave não-tripulada Dragon, a primeira nave espacial orbital comercial do mundo, desenvolvida pela empresa privada norte-americana SpaceX.

## Tripulação
| Posição             | Primeira parte (Abril até maio de 2012) | Segunda parte (Maio até julho de 2012) |
| ------------------- | --------------------------------------- | -------------------------------------- |
| Comandante          | Oleg Kononenko                          | Oleg Kononenko                         |
| Engenheiro de voo 1 | André Kuipers                           | André Kuipers                          |
| Engenheiro de voo 2 | Donald Pettit                           | Donald Pettit                          |
| Engenheiro de voo 3 |                                         | Joseph Acaba                           |
| Engenheiro de voo 4 |                                         | Gennady Padalka                        |
| Engenheiro de voo 5 |                                         | Sergei Revin                           |

## Missão
A Expedição começou oficialmente em 27 de abril de 2012 com a partida da nave Soyuz TMA-22 transportando de volta à Terra os integrantes remanescentes da expedição anterior, Daniel Burbank, Anton Shkaplerov e Anatoli Ivanishin, que pousaram no Casaquistão na mesma data. Konanenko, Kuipers e Pettit continuaram a bordo da ISS, onde haviam acoplado em 23 de dezembro de 2011, transportados pela missão Soyuz TMA-03M. Os três últimos integrantes, Acaba, Padalka e Revin chegaram à estação em 17 de maio, na Soyuz TMA-04M.
Depois de uma série de adiamentos, em 22 de maio a cápsula Dragon foi lançada de Cabo Canaveral e acoplou-se com a ISS em 25 de maio, após uma série de manobras orbitais de teste. A nave transportou ao espaço cerca de 540 kg de carga, incluindo 15 experiências de estudantes. Após receber de volta cerca de 600 kg de material da ISS para exame posterior na Terra, ela desacoplou-se em 31 de maio, pousando com sucesso no Oceano Pacífico a cerca de 900 km da Península da Baixa Califórnia, onde foi recolhida por equipes da NASA.
Entre as dezenas de experiências científicas e médicas realizadas, notadamente foram feitos testes avançados com colóides, queima e supressão de sólidos, estudos do efeito da exposição a longo prazo na microgravidade da função autonômica cardíaca, por meio da análise de eletrocardiogramas num período contínuo de 48 horas e crescimento do fluxo capilar no espaço.
A Expedição foi encerrada em 1 de julho de 2012, com o retorno à Terra de Konanenko, Kuipers e Pettit  a bordo da Soyuz TMA-03M, que pousou nas estepes do Casaquistão às 14:14 (hora local) numa área remota perto da cidade de  Dzhezkazgan. A tripulação, que passou 193 dias no espaço, 191 deles a bordo da ISS, foi recebida pelas equipes de apoio da NASA e da Roskosmos. Padalka, Acaba e Revin continuaram em órbita aguardando os três próximos tripulantes para iniciar a Expedição 32.

## Galeria

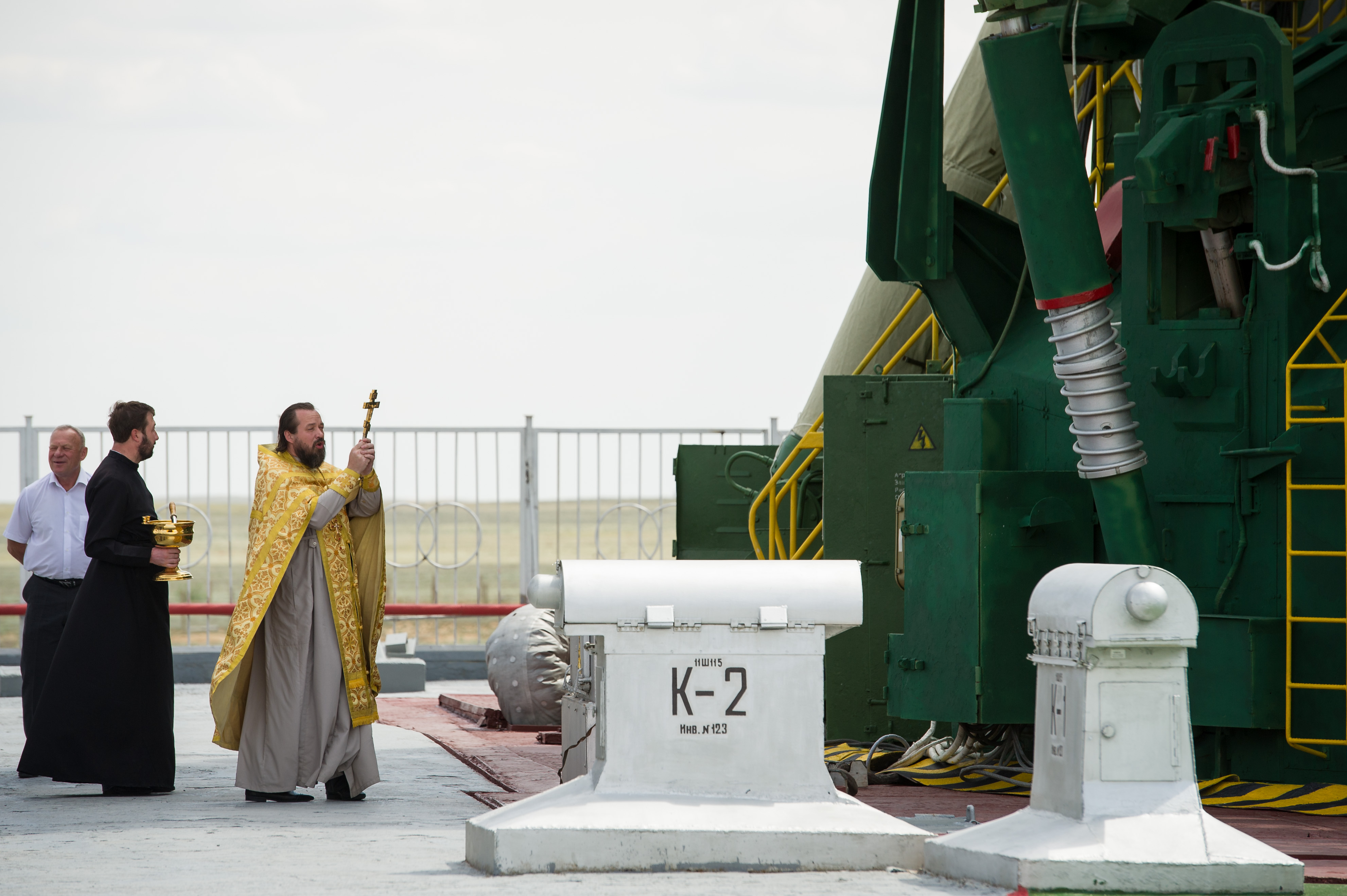
Padre ortodoxo russo abençoa o foguete Soyuz-FG que levou ao espaço a tripulação da Soyuz TMA-04M, integrantes da Expedição 31.
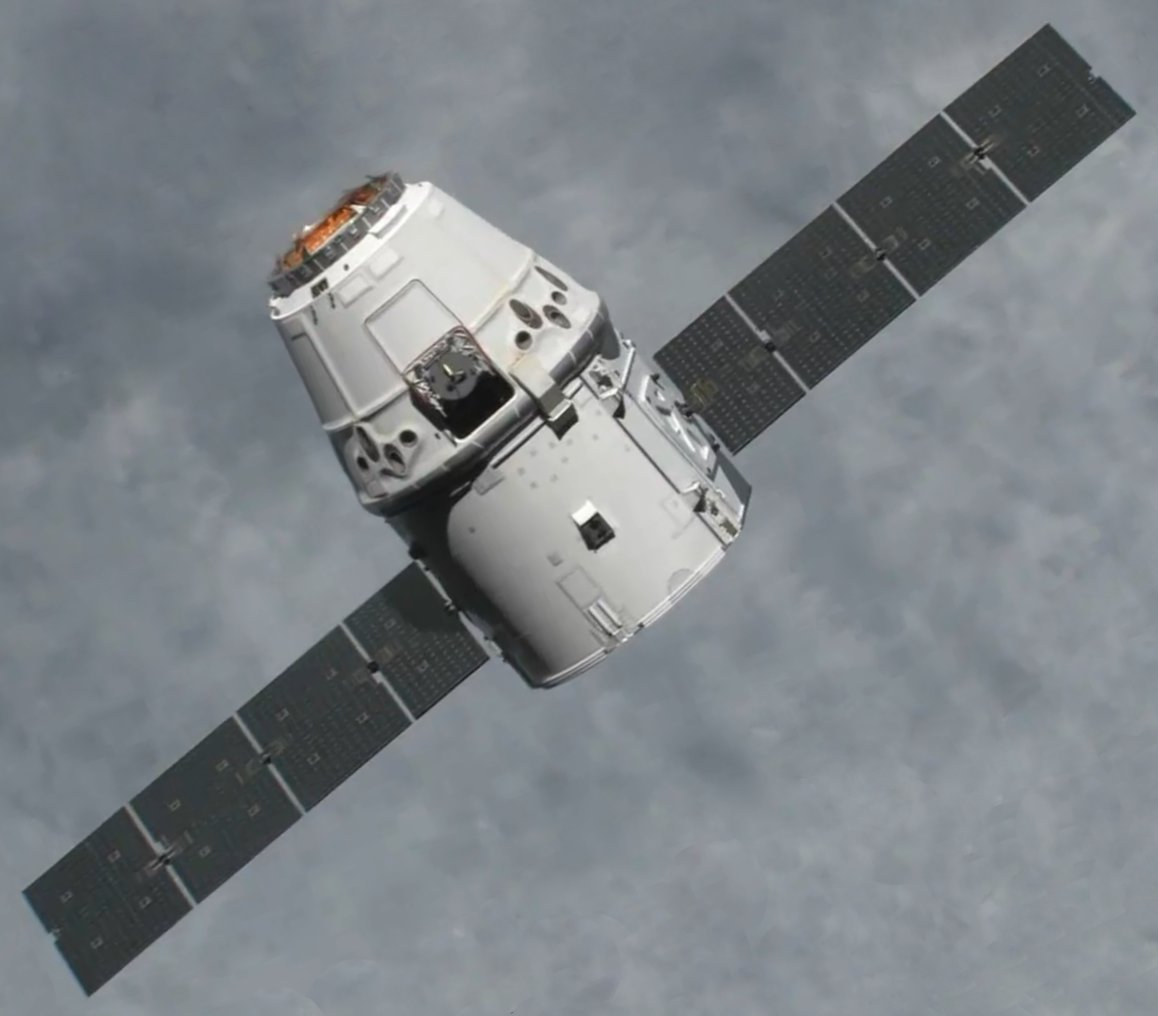
A nave Dragon aproxima-se para acoplagem com a ISS.
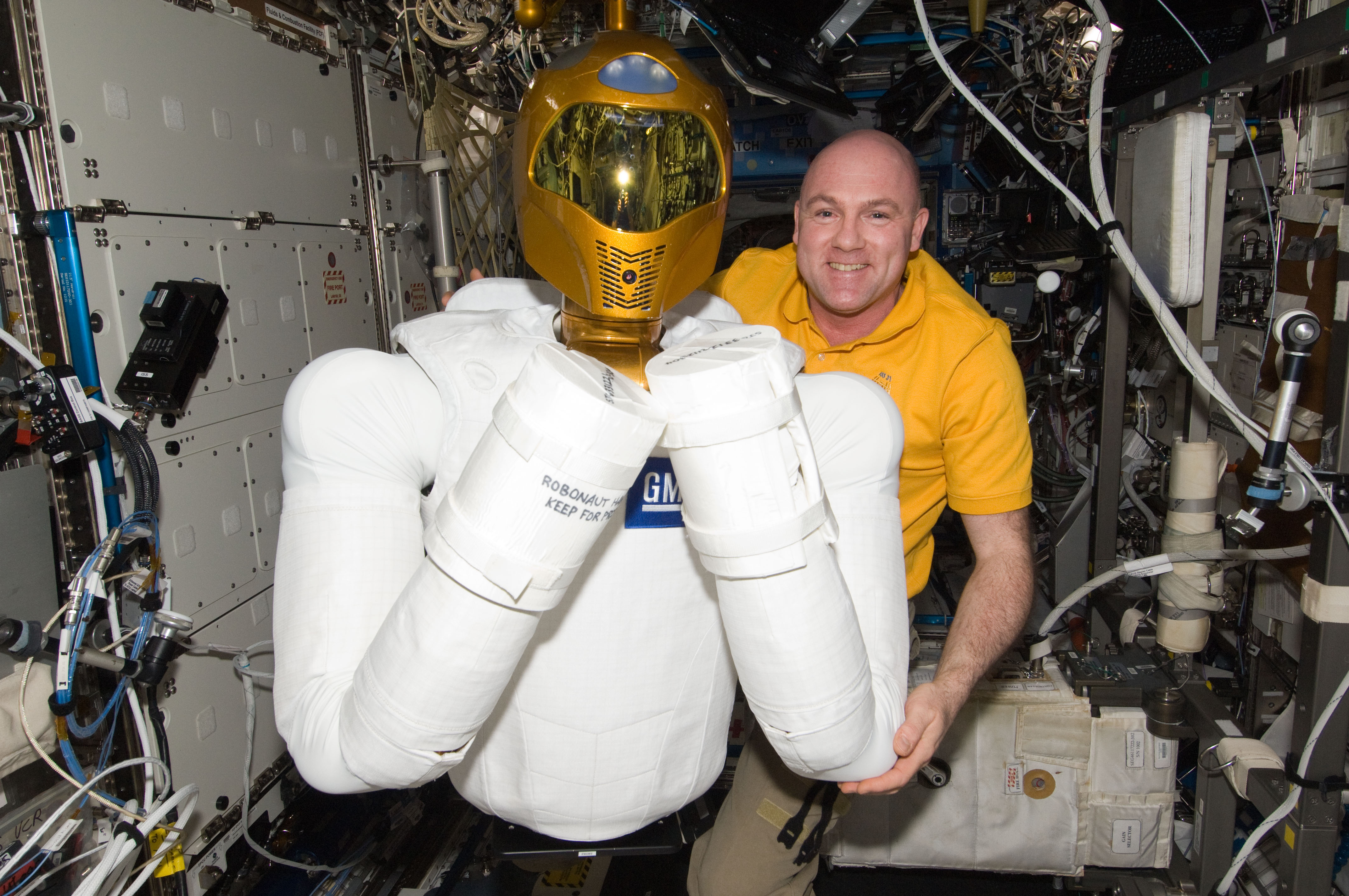
André Kuipers com o robô humanóide Robonauta2 no módulo Destiny da ISS.
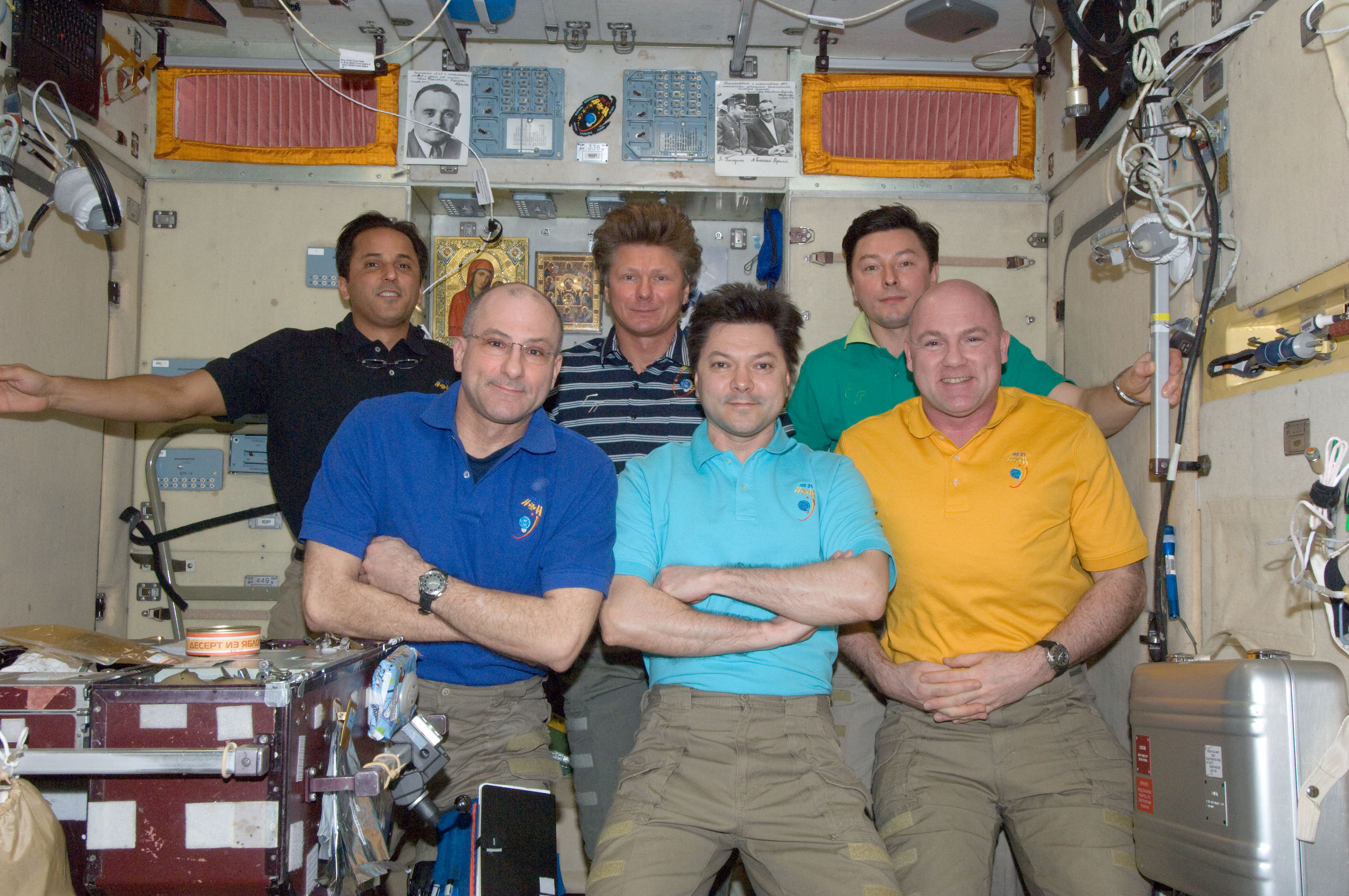
Os seis integrantes da Expedição 31 na ISS.
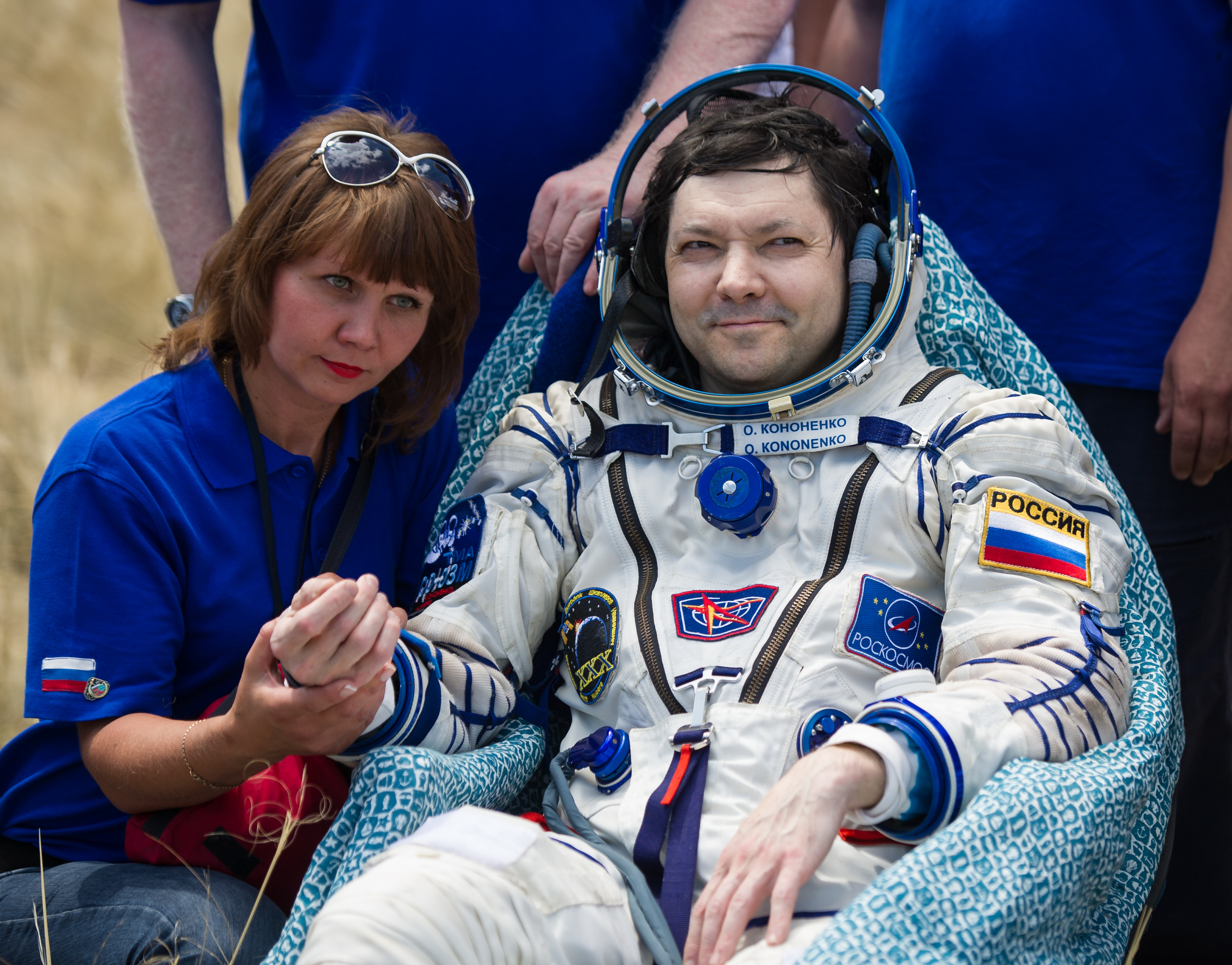
Comandante Oleg Kononenko tem o pulso medido pela equipe de apoio após o pouso no Casaquistão.